# Rudolf M. Tromp
Rudolf Maria Tromp (auch Ruud Tromp) (* 3. September 1954) ist ein niederländischer Physiker am Thomas J. Watson Research Center.
Tromp erhielt 1982 den PhD für Physik der Universität Utrecht. Im Jahre 1983 ging er an das IBM T.J. Watson Research Center. Seine Forschungsschwerpunkte betreffen Strukturen und Wachstum von Oberflächen (Oberflächenphysik).

## Auszeichnungen
- 1981: Wayne B. Nottingham Prize der Physical Electronics Conference[2]
- 1993: Fellow der American Physical Society
- 1995: Materials Research Society (MRS) Medal[3]
- 2003: Davisson-Germer-Preis
- 2004: Medard W. Welch Award der American Vacuum Society[4]
- 2009: Materials Research Society Fellow
- 2020: Mitglied der National Academy of Engineering
- Fellow der American Vacuum Society